# Composition des équipes masculines de hockey sur gazon aux Jeux olympiques d'été de 2024
Cette page contient la liste de toutes les équipes et leurs joueurs participant au Jeux olympiques 2024 à Paris en France.

## Procédure de sélection
La FIH impose aux sélectionneurs de dévoiler une première liste entre 22 et 30 joueurs avant le 8 juillet 2024. La sélection définitive des 16 joueurs qui disputent les Jeux olympiques à Paris est présentée à la FIH et au CIO le 19 juillet 2024.

## Groupe A

### Pays-Bas
La sélection finale a été annoncée le 19 juin 2024. Lors de l'annonce de la sélection, le milieu de terrain Seve van Ass est mis à l'honneur par la fédération néerlandaise en vue de sa troisième participation aux Jeux olympiques de son histoire après avoir participé aux éditions 2016 à Rio et 2020 à Tokyo (reporté à 2021). Le gardien de but Derk Meijer, le défenseur Tijmen Reyenga et le milieu de terrain Steijn van Heijningen sont les trois joueurs en réserve.
Le 27 juillet 2024 juste avant le match face à l'Afrique du Sud, Joep de Mol étant malade doit être remplacé par Tijmen Reyenga uniquement pour le match face à l'Afrique du Sud.
Le 8 août 2024 juste avant la finale face à l'Allemagne, Tjep Hoedemakers étant blessé au pied droit doit être remplacé par Steijn van Heijningen.

### Allemagne
La sélection finale a été annoncée le 14 juin 2024. Lors de l'annonce de la sélection, les milieux de terrain Mats Grambusch et Martin Zwicker, et les attaquants Niklas Wellen et Christopher Rühr sont mis à l'honneur par la fédération allemande en vue de leur troisième participation aux Jeux olympiques de leur histoire après avoir participé aux éditions 2016 à Rio et 2020 à Tokyo (reporté à 2021). Le gardien de but Alexander Stadler, le milieu de terrain Paul-Philipp Kaufmann et l'attaquant Malte Hellwig sont les trois joueurs en réserve.
Le 27 juillet 2024 juste avant le match face à la France, Lukas Windfeder et Teo Hinrichs étant blessés doivent être remplacés par Paul-Philipp Kaufmann et Malte Hellwig uniquement pour le match face à la France.

### Grande-Bretagne
La sélection finale a été annoncée le 18 juin 2024. Lors de l'annonce de la sélection, le milieu de terrain David Ames et l'attaquant Sam Ward sont mis à l'honneur par la fédération britannique en vue de leur troisième participation aux Jeux olympiques de leur histoire après avoir participé aux éditions 2016 à Rio et 2020 à Tokyo (reporté à 2021). Le gardien de but James Mazarelo, le défenseur Timothy Nurse et le milieu de terrain Thomas Sorsby sont les trois joueurs en réserve.

### Espagne
La sélection finale a été annoncée le 13 juin 2024. Lors de l'annonce de la sélection, le milieu de terrain Álvaro Iglesias est mis à l'honneur par la fédération espagnole en vue de sa troisième participation aux Jeux olympiques de son histoire après avoir participé aux éditions 2016 à Rio et 2020 à Tokyo (reporté à 2021),. Le gardien de but Rafael Álvarez, le défenseur Marc Vizcaino et l'attaquant Borja Lacalle sont les trois joueurs en réserve.

### France
La sélection finale a été annoncée le 8 juillet 2024,. Le gardien de but Edgar Reynaud, le défenseur Mattéo Desgouillons et le milieu de terrain Lucas Montecot sont les trois joueurs en réserve.

### Afrique du Sud
La sélection finale a été annoncée le 19 juin 2024. Le gardien de but Estiaan Kriek et le milieu de terrain Nduduza Lembethe sont les deux joueurs en réserve.

## Groupe B

### Belgique
La sélection définitive a été annoncée le 6 juillet 2024. Lors de l'annonce de la sélection, les deux milieux de terrain John-John Dohmen et Félix Denayer sont mis à l'honneur par la fédération belge en vue de leur cinquième participation aux Jeux olympiques de leur histoire après avoir participé aux éditions 2008 à Pékin, 2012 à Londres, 2016 à Rio, et 2020 à Tokyo (reporté à 2021). Le gardien de but Loic van Doren, le défenseur Maxime van Oost et l'attaquant Cédric Charlier sont les trois joueurs en réserve.
Le 27 juillet 2024 juste après le match face à l'Irlande, Nicolas de Kerpel ayant des problèmes de santé doit être remplacé par Cédric Charlier uniquement pour le prochain match face à la Nouvelle-Zélande.
Le 2 août 2024 juste avant le match face à l'Argentine, Vincent Vanasch et Gauthier Boccard étant laissés au repos doivent être remplacés par Loic van Doren et Maxime van Oost.

### Inde
La sélection finale a été annoncée le 26 juin 2024. Lors de l'annonce de la sélection, le gardien de but Sreejesh Parattu et le milieu de terrain Manpreet Singh sont mis à l'honneur par la fédération indienne en vue de leur quatrième participation aux Jeux olympiques de leur histoire après avoir participé aux éditions 2012 à Londres, 2016 à Rio, 2020 à Tokyo (reporté à 2021),. Le gardien de but Krishan Pathak, le défenseur Jugraj Singh et le milieu de terrain Nilakanta Sharma sont les trois joueurs en réserve.

### Australie
La sélection finale a été annoncée le 1er juillet 2024,. Lors de l'annonce de la sélection, le milieu de terrain Eddie Ockenden est mis à l'honneur par la fédération australienne en vue de sa cinquième participation aux Jeux olympiques de son histoire après avoir participé aux éditions 2008 à Pékin, 2012 à Londres, 2016 à Rio et 2020 à Tokyo (reporté à 2021). Le gardien de but Johan Durst, le défenseur Tim Howard, et l'attaquant Nathan Ephraums sont les trois joueurs en réserve.

### Argentine
La sélection finale a été annoncée le 7 juin 2024. Le gardien de but Nehuen Hernando, le milieu de terrain Nicolás Keenan et l'attaquant Tobias Martins sont les trois joueurs en réserve.

### Nouvelle-Zélande
La sélection finale a été annoncée le 18 juin 2024. Lors de l'annonce de la sélection, l'attaquant Simon Child est mis à l'honneur par la fédération néo-zélandaise en vue de sa quatrième participation aux Jeux olympiques de son histoire après avoir participé aux éditions 2008 à Pékin, 2012 à Londres et 2016 à Rio. Le gardien de but Leon Hayward et les défenseurs Brad Read et Malachi Buschl sont les trois joueurs en réserve.

### Irlande
La sélection finale a été annoncée le 24 juin 2024. Lors de l'annonce de la sélection, le gardien de but David Harte et le milieu de terrain Shane O'Donoghue sont mis à l'honneur par la fédération irlandaise en vue de leur deuxième participation aux Jeux olympiques de leur histoire après avoir participé à l'édition 2016 à Rio,. Le gardien de but Jamie Carr et les milieux de terrain Jonathan Lynch et Alistair Empey sont les trois joueurs en réserve.